# Kedungwuni Barat
Kedungwuni Barat is een bestuurslaag in het regentschap Pekalongan van de provincie Midden-Java, Indonesië. Kedungwuni Barat telt 12.987 inwoners (volkstelling 2010).